# Potámi
Potámi är en ort i Cypern. Den ligger i distriktet Eparchía Lefkosías, i den centrala delen av landet, 30 km väster om huvudstaden Nicosia. Potámi ligger 201 meter över havet och antalet invånare är 581. Den ligger på ön Cypern.
Terrängen runt Potámi är platt åt nordost, men åt sydväst är den kuperad. Terrängen runt Potámi sluttar norrut.Trakten runt Potámi är ganska glesbefolkad, med 31 invånare per kvadratkilometer. Närmaste större samhälle är Mórfou, 11,0 km norr om Potámi. Trakten runt Potámi är i huvudsak ett öppet busklandskap.